# Vlastkovec
Vlastkovec (německy Laskes) je malá vesnice, část města Slavonice v okrese Jindřichův Hradec v Jihočeském kraji. Nachází se šest kilometrů severozápadně od Slavonic v nadmořské výšce 563 metrů. Malá obec byla dříve osídlena německým obyvatelstvem s českou menšinou, po roce 1945 byli Němci odsunuti a žije zde české obyvatelstvo. V současné době je ve vesnici 34 domů, z nichž více než polovina je využívána jako rekreační chalupy. Ve vsi není obchod. Vesnice má obecní vodovod, chybí zde však čistírna odpadních vod.
Jižně od obce se nad úpatím Novobystřické vrchoviny ploše zvedá vrch Burlus (603 metrů). Z jeho úbočí je pěkný výhled na jižní část Dačické sníženiny a její okolí.

## Historie
První písemná zmínka o vesnici pochází z roku 1459.

## Obyvatelstvo
| Rok            | 1869 | 1880 | 1890 | 1900 | 1910 | 1921 | 1930 | 1950 | 1961 | 1970 | 1980 | 1991 | 2001 | 2011 | 2021 |
| -------------- | ---- | ---- | ---- | ---- | ---- | ---- | ---- | ---- | ---- | ---- | ---- | ---- | ---- | ---- | ---- |
| Počet obyvatel | 207  | 168  | 173  | 162  | 152  | 165  | 178  | 161  | 154  | 107  | 62   | 42   | 40   | 36   | 41   |
| Počet domů     | 33   | 34   | 33   | 36   | 36   | 35   | 36   | 37   | 31   | 26   | 22   | 27   | 29   | 30   | 31   |

## Obecní správa
Vlastkovec byl samostatnou obcí a do roku 1849 byl součástí panství Český Rudolec v Jihlavském kraji. V letech 1850 až 1855 byl podřízen politické pravomoci Podkrajského úřadu v Dačicích a v soudní správě okresního soudu tamtéž. Po zřízení smíšených okresních úřadů s politickou a soudní pravomocí byl v letech 1855 až 1868 podřízen Okresnímu úřadu v Dačicích. Když byly roku 1868 veřejná správa a soudnictví opět odděleny, vrátil se pod politickou pravomoc okresního hejtmanství v Dačicích, od roku 1919 okresní správy politické a od roku 1928 okresního úřadu tamtéž. Po okupaci pohraničí nacistickým Německem byl od října 1938 do května 1945 podřízen Landratu ve Waidhofenu an der Thaya, říšská župa Dolní Dunaj a v soudnictví Amtsgerichtu ve Slavonicích. Po osvobození v květnu 1945 náležel pod Okresní národní výbor v Dačicích a v jeho rámci od roku 1949 pod nově vzniklý Jihlavský kraj. Toto začlenění trvalo do poloviny roku 1960, kdy po územní reorganizaci byl Vlastkovec s moravským Slavonickem připojen pod správní okres Jindřichův Hradec a Jihočeský kraj, což trvalo do zrušení Okresního úřadu v Jindřichově Hradci koncem roku 2002. V rámci integrace obcí byl Vlastkovec roku 1964 připojen ke Slavonicím. Od roku 2003 spadá pod pověřený Městský úřad v Dačicích v samosprávném Jihočeském kraji. 

## Škola
Podle dostupných informací v obci vznikla škola roku 1788. Byla jednotřídní a až po 100 letech, tedy roku 1888, získala novou školní budovu. Německy se zde vyučovalo do roku 1945. Po osvobození byla převedena na školu českou. V roce 1974 byla zrušena a žactvo bylo převedeno do Slavonic.

## Pamětihodnosti
Ve vsi je kaple Korunování Panny Marie z roku 1833 a pomník padlým v první světové válce. Při silnici ze Slavonic je na kopci před vesnicí kamenný kříž ze druhé poloviny 19. století.

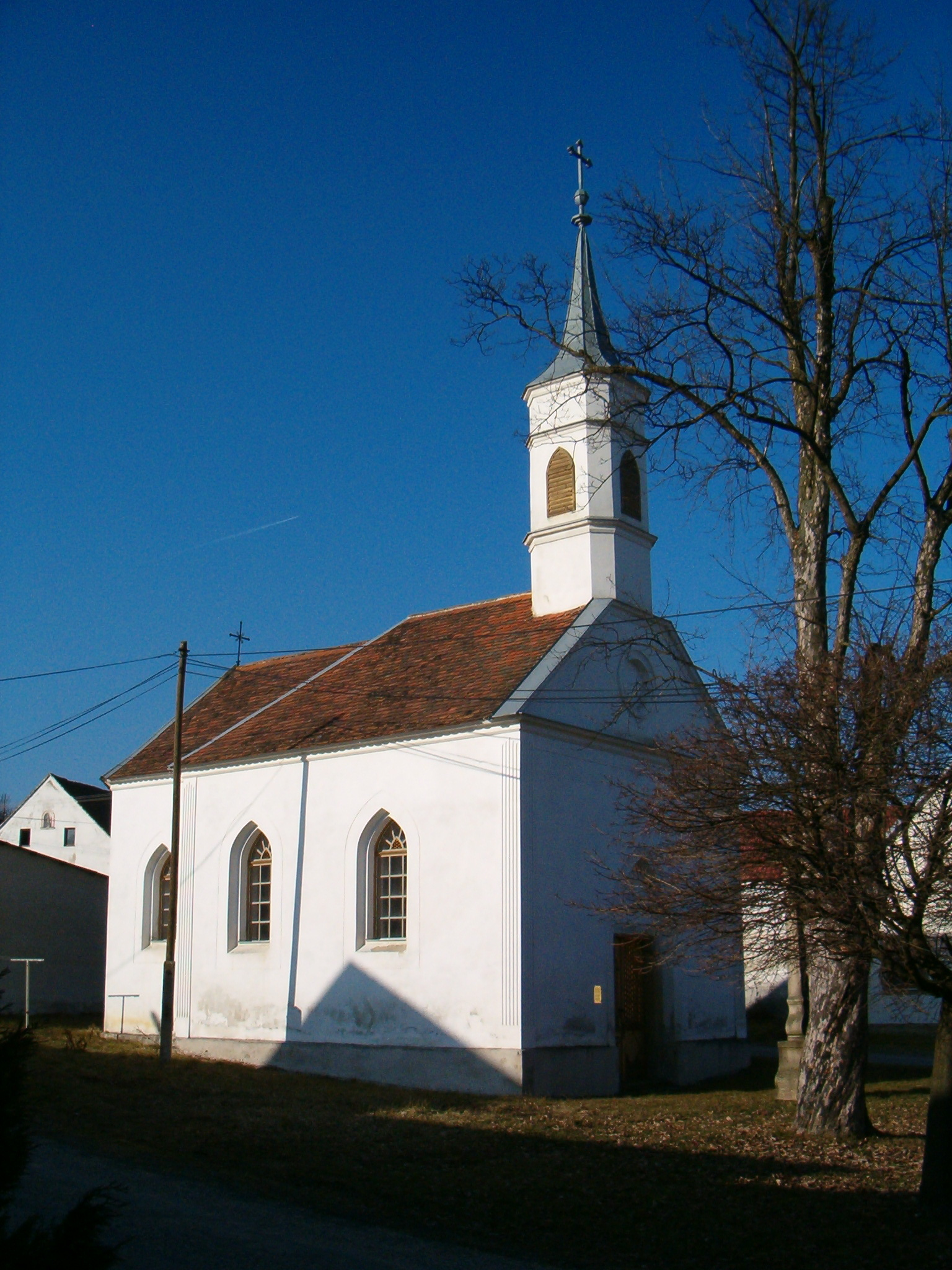
Kaplička
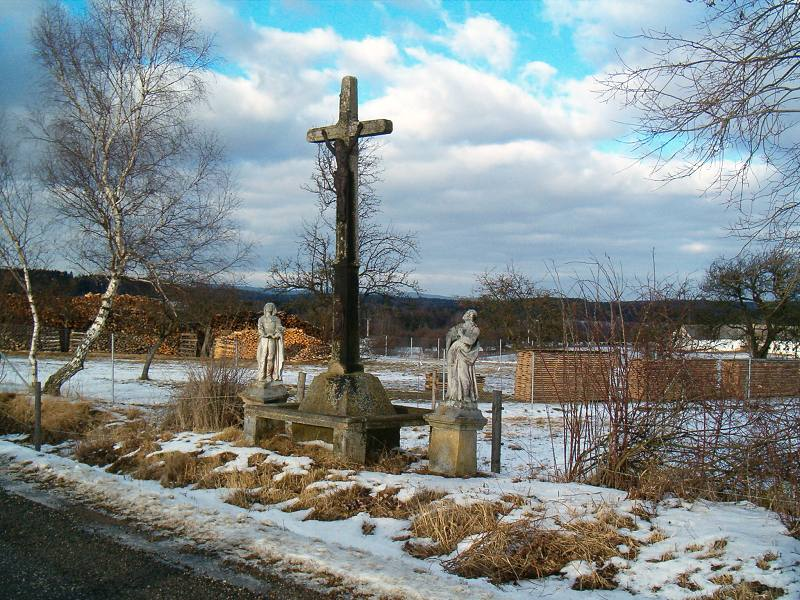
Kamenný kříž
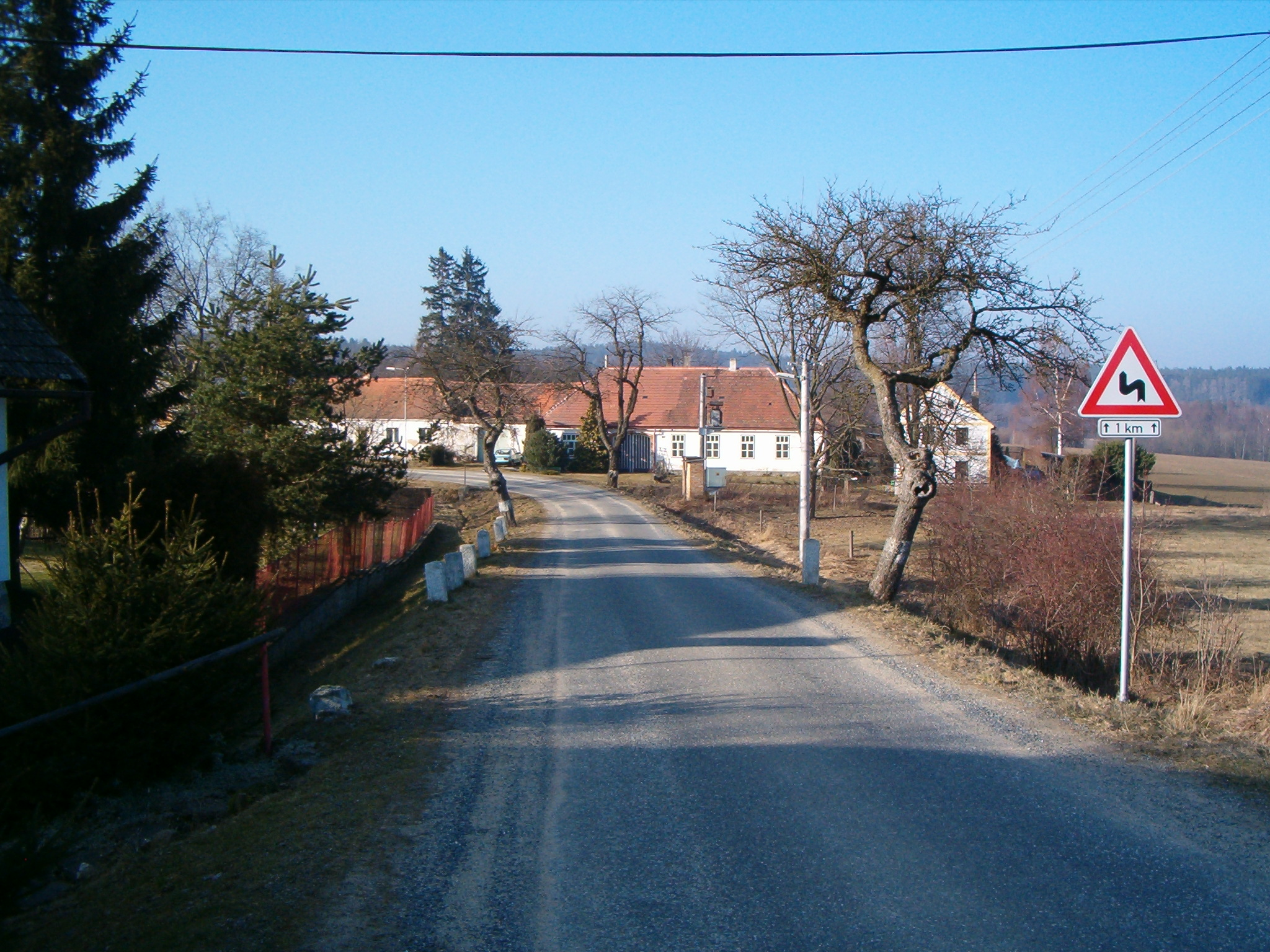
Cestou od Slavonic

## Zajímavost

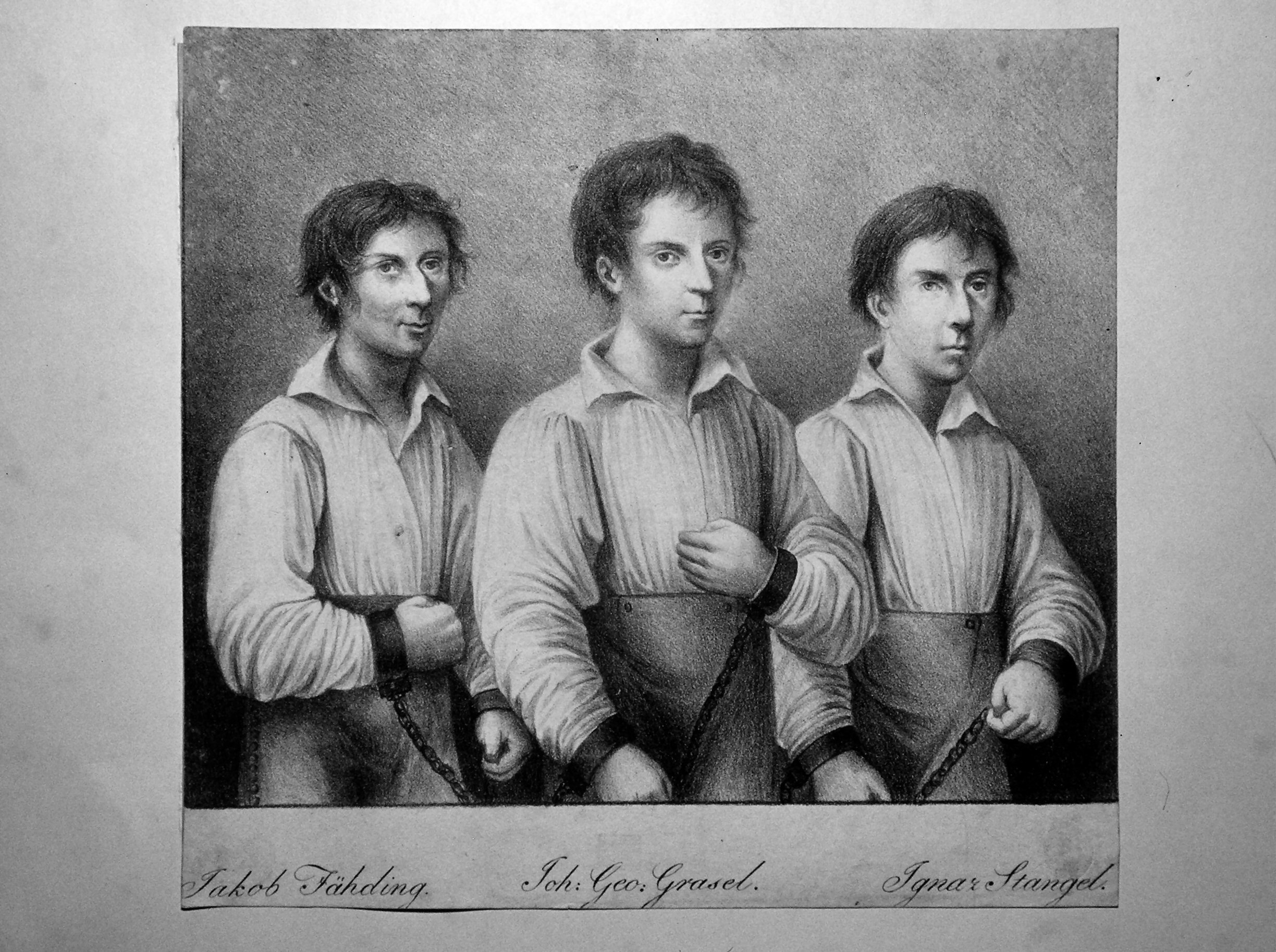
Ignaz Stangl (vpravo) s Johannem Graslem

Z Vlastkovce pocházel Ignaz Stangl, jeden ze členů bandy, vedené lupičem a vrahem Janem Jiřím Graselem, popravený společně s Graselem a Jakobem Fähdingem 31. ledna 1818 ve Vídni.